# منگوتیمور بن هولاکو
منگوتیمور بن هولاکو مونگکه تیمور (به مغولی: ᠮᠦᠨᠺᠬᠲᠡᠮᠦᠷ به معنای «آهن ابدی») یا تاش مونگکه یکی از پسران ایلخان ایران، هولاکو، بود.

## زندگی
رشیدالدین فضل‌الله همدانی شرح مفصلی از تولد منگوتیمور را در جامع‌التواریخ ارائه می‌دهد. منگوتیمور در شب ۲۳ اکتبر ۱۲۵۶ از اولجی، همسر اویرات هولاکو، زاده شد. او کوچکترین پسر هولاکو بود. در سن ۵ سالگی با ابش خاتون نامزد شد و در سال ۱۲۷۲ با او ازدواج کرد و حکومت شیراز را نیز به دست آورد.
او در آغاز کار خود در سال ۱۲۶۶ از سوی برادرش اباقا خان برای سازماندهی خطوط دفاعی در قفقاز در برابر اردوی زرین منصوب شد و بعداً به سمت مرزهای مصر رفت و در سال ۱۲۸۱ به معیت لشکری ۵۰٬۰۰۰ نفری با سلطان مملوک، منصور قلاوون وارد جنگ شد. ارمنی‌های کیلیکیه تحت رهبری لوون دوم و گرجی‌ها تحت رهبری دمتریوس دوم علیه منصور قلاوون به ارتش منگوتیمور ملحق شدند. منگوتیمور در جریان نبرد مجروح شد و گریخت. وی مدت نقاهت خود را در موصل ماند. حامیان اصلی او برای تاج و تخت پس از مرگ اباقاخان، مادرش اولجی و خویشاوندان اویراتش بودند. مع‌الوصف، او به‌طور غیرمنتظره‌ای در ۲۶ آوریل ۱۲۸۲ درگذشت. به گفته رشیدالدین، او جانشین منتخب برادرش بود؛ این بدان معناست که اگر نمی‌مرد، ایلخان سلسله ایلخانی می‌شد. شخصی از نسل او به نام پیرحسین، آخرین فرد مشروع از نسل هولاکو بود که تاج و تخت را در دست داشت.

## خانواده
او چندین بار ازدواج کرد، که فهرست همسرانش به شرح ذیل است:
- همسر اصلی - اولجی خاتون (دخترعموی او و دختر بوقاتیمور اویرات)
  - آرا قوتلوق - ازدواج با تاراقای (پسر بوقاتیمور و پسر عمویش مونگکه) بعدتر با تولادای نویان ازدواج کرد.
- دوم، همسر اصلی بعدی - ابش خاتون (نامزد در ۱۲۶۱، ازدواج در ۱۲۷۲)
  - کوردوجین خاتون - حاکم کرمان که بعداً با امیر چوپان ازدواج کرد
- نوجین خاتون (دختر دورابای نویان - فرماندار دیار بکر)
- اینجیتای - دختر جومغور
- علیناق ایگچی
  - انبارچی (متهم به شورش ۱۲۹۲، متوفی ۲۴ شهریور ۱۲۹۴ در نخجوان)
    - اسن تمور
      - یول قوتلوق
        - پیرحسین (متوفی ۱۳۳۸)

    - قونچی
    - قوتقطایی (ازدواج با آراپ نویان پسر سماگر)

  - تایجو (در ۱۵ فروردین ۱۲۹۸ به دستور غازان خان اعدام شد)
    - پولاد (به همراه پدرش اعدام شد)

  - گیرئی (متوفی ۳ ژوئن ۱۲۹۴)
- بی بی شاه (دختر رکن الدین مبارک خواجه کرمانی)
- یک زن صیغه‌ای
  - بویان آغا - با سوتای نویان، فرماندار دیار بکر در زمان الجایتو و ابوسعید ازدواج کرد.
    - حاجی تقایی (متوفی ۱۳۴۳)
    - بارانبای